# Великий Двор (Великоустюзький район)
Великий Двор (рос. Большой Двор) — присілок у складі Великоустюзького району Вологодської області, Росія. Входить до складу Усть-Алексієвського сільського поселення.

## Населення
Населення — 12 осіб (2010; 32 у 2002).
Національний склад (станом на 2002 рік):
- росіяни — 100 %